# Comuna Vasalemma
Vasalemma (în germană Wassalem) este o comună (vald) din Comitatul Harju, Estonia.
Comuna cuprinde un număr de 5 localități. 

Reședința comunei este târgușorul (alevik) Vasalemma (Vasalemma). Localitatea a fost locuită de germanii baltici.

## Localități componente

### Târgușoare
- Vasalemma (Vasalemma)
- Ämari
- Rummu (Rumm)

### Sate
- Lemmaru
- Veskiküla